# Joseph-Bernard Lagier de La Condamine
Pour les articles homonymes, voir Lagier.
Joseph-Bernard Lagier de La Condamine (20 août 1758, Die - 14 juin 1823, Die), est un avocat et homme politique français.

## Biographie
Fils de Louis Lagier de La Condamine, avocat à la cour, et de Françoise de Lamorte-Félines, il était avocat au bailliage de Die avant la Révolution. Administrateur du département, procureur-syndic du district en 1791, il fut, le 3 septembre de la même année, élu député de la Drôme à l'Assemblée législative, où il siégea parmi les partisans de la monarchie constitutionnelle. 
Après le 18 brumaire, Lagier-Lacondamine fut nommé commissaire près le tribunal civil de Die, et continua d'exercer les mêmes fonctions sous diverses dénominations suivant les régimes. 
Le 29 thermidor an XII, le Sénat conservateur l'appela à représenter le département de la Drôme au Corps législatif, dont il fut vice-président, et qu'il quitta en 1810.
Il se rallia aux Bourbons, et mourut procureur du roi près le tribunal de première instance de Die, ayant reçu, le 20 mars 1816, l'investiture du gouvernement de la Restauration.

## Sources
- « Joseph-Bernard Lagier de La Condamine », dans Adolphe Robert et Gaston Cougny, Dictionnaire des parlementaires français, Edgar Bourloton, 1889-1891 [détail de l’édition]